# ATP Salzburg Indoors 2010
L'ATP Salzburg Indoors 2010 è stato un torneo professionistico di tennis maschile giocato sul cemento indoor, che faceva parte dell'ATP Challenger Tour 2010. Si è giocato a Salisburgo in Austria dal 15 al 21 novembre 2010.

## Partecipanti

### Teste di serie
| Nazionalità | Giocatore             | Ranking* | Testa di serie |
| ----------- | --------------------- | -------- | -------------- |
| Germania    | Miša Zverev           | 82       | 1              |
| Slovacchia  | Karol Beck            | 99       | 2              |
| Germania    | Björn Phau            | 104      | 3              |
| Austria     | Andreas Haider-Maurer | 116      | 4              |
| Germania    | Julian Reister        | 117      | 5              |
| Austria     | Martin Fischer        | 124      | 6              |
| Germania    | Denis Gremelmayr      | 133      | 7              |
| Irlanda     | Conor Niland          | 156      | 8              |

- Ranking all'8 novembre 2010.

### Altri partecipanti
Giocatori che hanno ricevuto una wild card:
- Nikolaus Moser
- Thomas Muster
- Philipp Oswald
- Nicolas Reissig
- Matthias Bachinger (Special Exempt)

Giocatori passati dalle qualificazioni:
- Riccardo Ghedin
- Laurynas Grygelis
- Yann Marti
- Boris Pašanski

## Campioni

### Singolare
Conor Niland ha battuto in finale  Jerzy Janowicz, 7–6(5), 6(2)–7, 6–3

### Doppio
Alexander Peya /  Martin Slanar hanno battuto in finale  Rameez Junaid /  Frank Moser, 7–6(1), 6–3